# دامینیک اسکات کی
دامینیک اسکات کی (انگلیسی: Dominic Scott Kay؛ زادهٔ ۶ مهٔ ۱۹۹۶) یک هنرپیشه اهل ایالات متحده آمریکا است. وی از سال ۲۰۰۲ میلادی تاکنون مشغول فعالیت بوده‌است.از فیلم های او میتوان به دخترخاله سارا، معشوق اشاره کرد.